# Iso Päiväjärvi
Iso Päiväjärvi är en sjö i kommunen Tammerfors i landskapet Birkaland i Finland. Sjön ligger 126,2 meter över havet. Arean är 54 hektar och strandlinjen är 9,27 kilometer lång. Sjön  ingår i Kumo älvs huvudavrinningsområde.   Den ligger omkring 12 km nordöst om Tammerfors och omkring 170 km norr om Helsingfors. 